# Otoyol 21
Die türkische Autobahn Otoyol 21 (türkisch Ankara – Niğde Otoyolu, kurz O-21) stellt die Autobahnstrecke Tarsus-Ankara dar. Die Autobahn ist beidseitig dreispurig ausgebaut.
Zwischen 1981 und 1993 wurde das erste Teilstück der Autobahn gemeinsam mit dem Beginn der Otoyol 51 gebaut. 
Am 4. September 2020 wurden Abschnitte des letzten Teilstücks etappenweise für den Verkehr freigegeben, und zwar zwischen Ankara und Acıkuyu sowie zwischen Niğde und Alayhan.
Am 16. Dezember 2020 wurde die komplette Autobahn für den Verkehr freigegeben. 
Mit der kompletten Fertigstellung der Otoyol 21 ist in der Türkei von Edirne bis nach Urfa vollständig und lückenlos eine Autobahnstrecke vorhanden.